# Національний парк Джавахеті
Національний парк Джавахеті — національний парк у Самцхе-Джавахеті. Він був створений у квітні 2011 року за ініціативою Агентства природоохоронних територій . До нього входять окремі райони муніципалітетів Ахалкалакі та Ніноцмінда. Площа національного парку становить 14 200 га. У межах заповідних територій Джавахеті також були створені заповідні території озера Ханчал, озера Бугдашен, болота Карцах, болота Сулді та озера Мадатаф, які були додані у 2019 році заповідними територіями озер Фаравані, озера Самаб і озера Абул.

## Ресурси в Інтернеті
- Сайт захищених установ Грузії
- Закон про створення та управління заповідними територіями Джавахеті